# Adelphomyia caesiella
Adelphomyia caesiella là một loài ruồi trong họ Limoniidae. Chúng phân bố ở miền Cổ bắc.